# The Panama Deception
Pour plus de détails, voir Fiche technique et Distribution.
The Panama Deception est un film documentaire américain réalisé par Barbara Trent et David Kasper, et sorti en 1992.
Récompensé par l'Oscar du meilleur film documentaire en 1993, il a été projeté dans plus de 30 villes aux États-Unis mais n'a pas été programmé à la télévision.

## Synopsis
Le film critique les actions des militaires américains lors de l'Invasion du Panama par les États-Unis en 1989. Il met en évidence le point de vue faussé des médias américains, en montrant ce qui était caché au moment des faits. Il montre en particulier les relations entre George Bush et Manuel Noriega.

## Fiche technique
- Titre : The Panama Deception
- Réalisation : Barbara Trent
- Scénario : David Kasper
- Musique : Chuck Wild
- Photographie : Manuel Becker et Michael Dobo
- Montage : David Kasper
- Production : Joanne Doroshow, David Kasper et Nico Panigutti
- Société de production : Empowerment Project, Channel 4, Rhino Home Video, American Film Institute (AFI) et The National Endowment for the Arts
- Société de distribution : Empowerment Project (États-Unis)
- Pays de production :  États-Unis et  Royaume-Uni
- Genre : Documentaire
- Durée : 91 minutes
- Date de sortie : 31 juillet 1992

## Distribution
- Elizabeth Montgomery : narratrice

## Distinctions
- Oscar du meilleur film documentaire en 1993[4].